# Bogo Šramel
Bogo Šramel (ur. 1908, zm. 2001) – słoweński skoczek narciarski reprezentujący Jugosławię. Dziesięciokrotny rekordzista kraju, medalista mistrzostw kraju. Trzykrotny uczestnik mistrzostw świata. Sędzia skoków narciarskich.
Trzykrotnie uczestniczył w mistrzostwach świata – w 1931 zajął 46. miejsce, w 1933 był 78., a w 1935 uplasował się na 59. pozycji. 4 lutego 1934 zajął 2. miejsce w zawodach otwierających skocznię Bloudkova velikanka w Planicy, mających jednocześnie rangę mistrzostw Jugosławii.
W swojej karierze 10 razy ustanawiał rekord Słowenii w długości skoku narciarskiego mężczyzn, oddając skoki na odległość: 33 m (1929, Bohinj), 33,5 m (1930, Oslo), 34 m (1931, Bled), 35 m (1931, Bohinj), 36 m (1931, Bohinj), 40 m (1931, Oberhof), 42 m (1932, Bohinj), 54,5 m (1933, Harrachov), 68 m (1935, Planica) i 72 m (1935, Planica).
Po zakończeniu kariery zawodniczej był sędzią skoków narciarskich – oceniał między innymi konkurs indywidualny na skoczni normalnej w ramach rywalizacji skoczków narciarskich na Zimowych Igrzyskach Olimpijskich 1964.